# Garniture (décoration)
 (août 2025).
La mise en forme du texte ne suit pas les recommandations de Wikipédia : il faut le « wikifier ».
Les points d'amélioration suivants sont les cas les plus fréquents. Le détail des points à revoir est peut-être précisé sur la page de discussion.
- Les titres sont pré-formatés par le logiciel. Ils ne sont ni en capitales, ni en gras.
- Le texte ne doit pas être écrit en capitales (les noms de famille non plus), ni en gras, ni en italique, ni en « petit »…
- Le gras n'est utilisé que pour surligner le titre de l'article dans l'introduction, une seule fois.
- L'italique est rarement utilisé : mots en langue étrangère, titres d'œuvres, noms de bateaux, etc.
- Les citations ne sont pas en italique mais en corps de texte normal. Elles sont entourées par des guillemets français : « et ».
- Les listes à puces sont à éviter, des paragraphes rédigés étant largement préférés. Les tableaux sont à réserver à la présentation de données structurées (résultats, etc.).
- Les appels de note de bas de page (petits chiffres en exposant, introduits par l'outil «  Source ») sont à placer entre la fin de phrase et le point final[comme ça].
- Les liens internes (vers d'autres articles de Wikipédia) sont à choisir avec parcimonie. Créez des liens vers des articles approfondissant le sujet. Les termes génériques sans rapport avec le sujet sont à éviter, ainsi que les répétitions de liens vers un même terme.
- Les liens externes sont à placer uniquement dans une section « Liens externes », à la fin de l'article. Ces liens sont à choisir avec parcimonie suivant les règles définies. Si un lien sert de source à l'article, son insertion dans le texte est à faire par les notes de bas de page.
- La présentation des références doit suivre les conventions bibliographiques. Il est recommandé d'utiliser les modèles {{Ouvrage}}, {{Chapitre}}, {{Article}}, {{Lien web}} et/ou {{Bibliographie}}. Le mode d'édition visuel peut mettre en forme automatiquement les références.
- Insérer une infobox (cadre d'informations à droite) n'est pas obligatoire pour parachever la mise en page.

Pour une aide détaillée, merci de consulter Aide:Wikification.
Si vous pensez que ces points ont été résolus, vous pouvez retirer ce bandeau et améliorer la mise en forme d'un autre article.

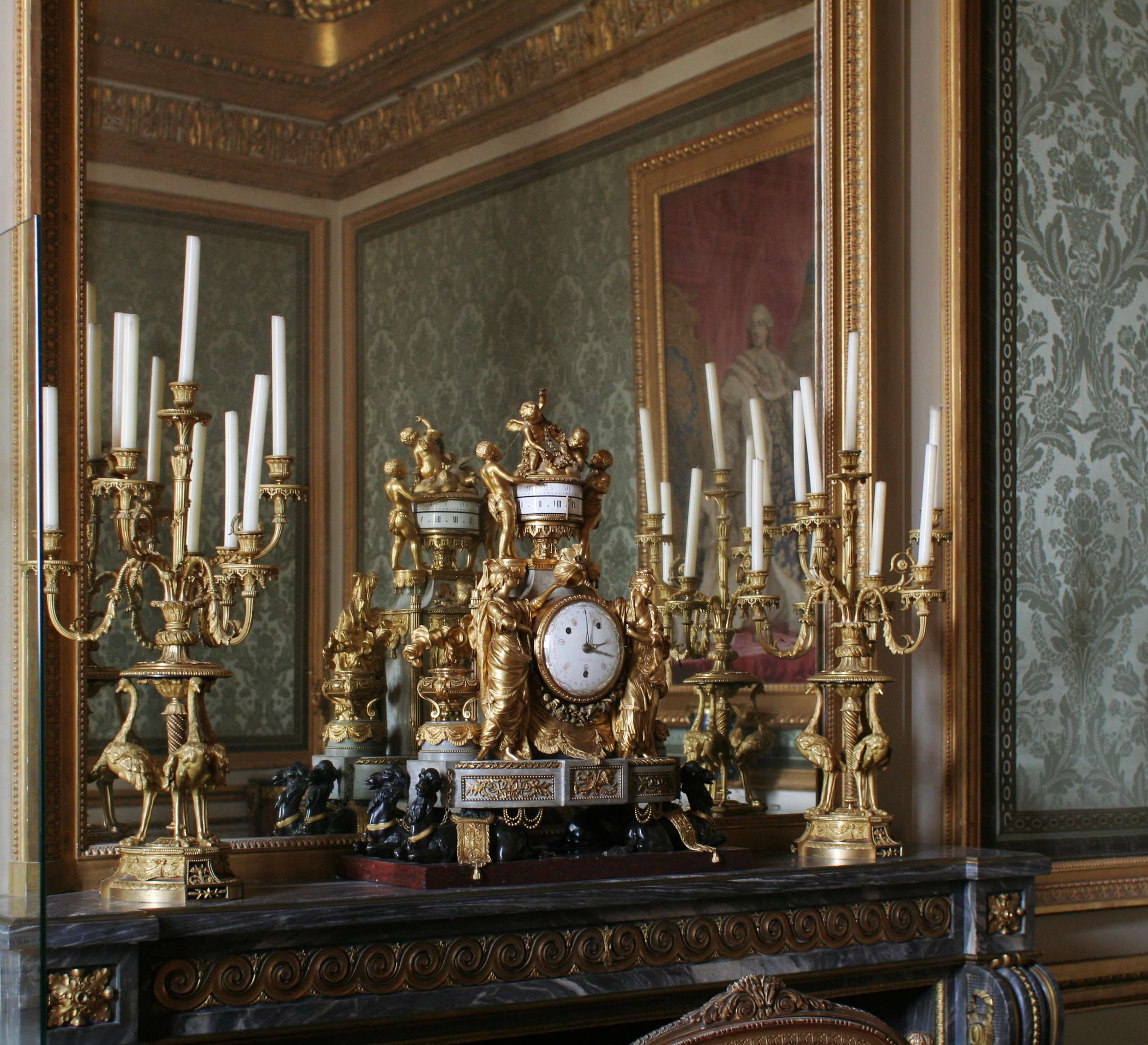
Une garniture d'une horloge et d'un candélabre en bronze doré

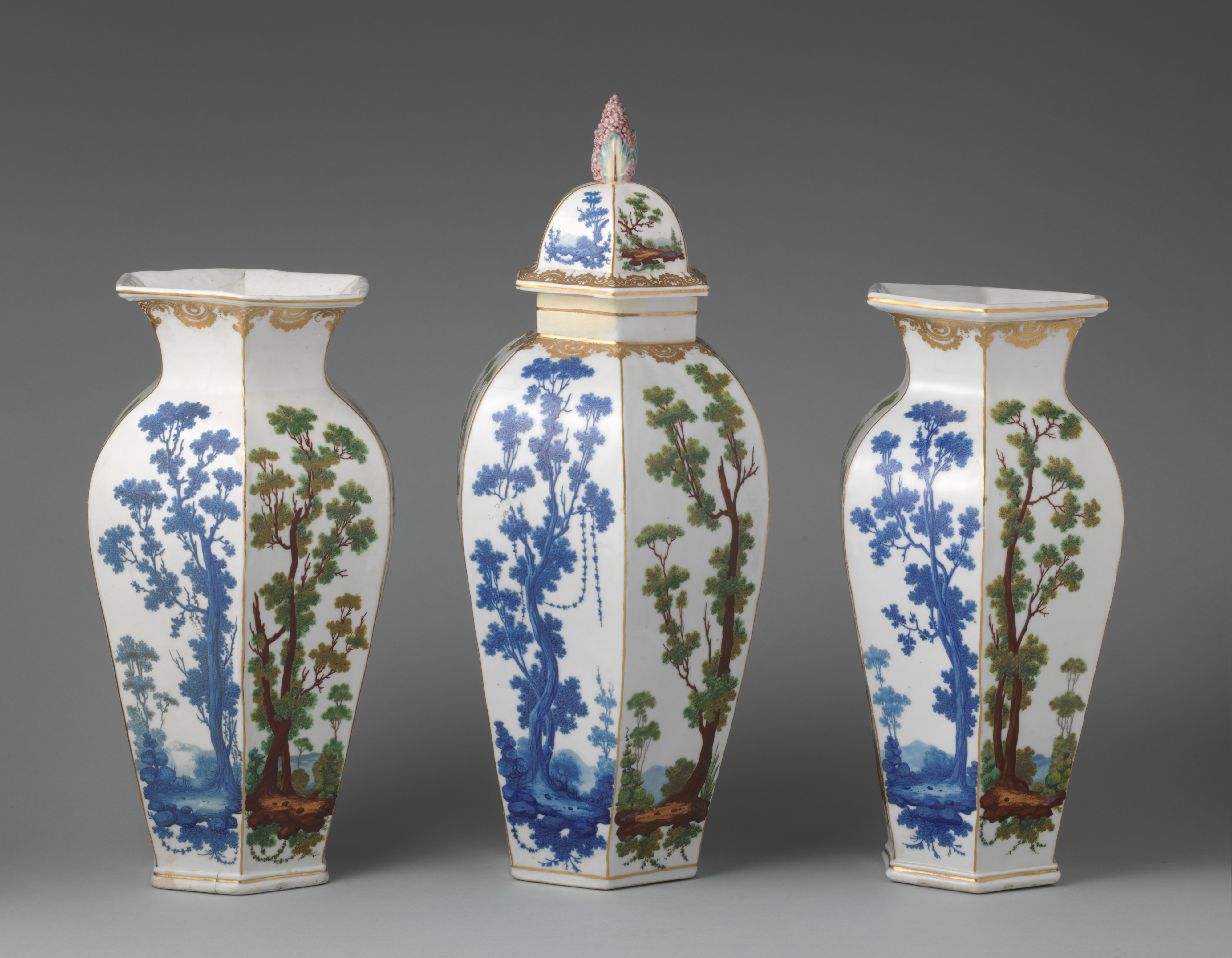
Garniture de trois vases en porcelaine de Bristol, vers 1773, peints par Michel Socquet.

Dans le domaine des arts décoratifs, une garniture est un ensemble d'objets décoratifs assortis, généralement non identiques, destinés à être montrés ensemble. Souvent en métal, en bronze doré, sur des supports en bois doré, en porcelaine (européenne et asiatique), les garnitures sont devenues populaires durant la seconde moitié du XVIIe siècle et sont restées en vogue tout au long du XIXe siècle. On les plaçait souvent sur le rebord d'une cheminée, sur un meuble, un rebord de fenêtre, au-dessus d'une porte ou bien dans une niche. Les garnitures peuvent être composées d'objets fabriqués en vue d'être utilisés comme un ensemble, ou peuvent être assemblées par le décorateur à partir d'objets d'origines différentes.
La plupart du temps, une garniture est un ensemble de trois pièces assorties destinées à orner une cheminée ; par exemple : une pendule et deux vases ou candélabres de part et d'autre. Souvent, un grand objet central est flanqué d'une paire d'objets plus petits. Les archives des manufactures indiquent que certains exemplaires du vase pot-pourri de Sèvres en forme de navire étaient achetés comme garniture avec d'autres types de vases plus petits décorés des mêmes couleurs (qui variaient considérablement d'un exemplaire à l'autre). Par exemple, Madame de Pompadour acquit un de ces vases avec deux paires de vases supplémentaires, et un autre acheteur acquit une garniture avec une paire de vases à tête d'éléphant. Une garniture peut également désigner presque tout ensemble pouvant être exposé ensemble. Par exemple, une collection de figurines, de chandeliers ou de surtout de table destinés à orner un centre de table sont également des garnitures.